# 미사오 유토
미사오 유토(일본어: 三竿 雄斗, 1991년 4월 16일 ~ )는 일본의 축구 선수이다.

## 구단 경력
그는 2014년부터 2024년까지 J리그의 쇼난 벨마레, 가시마 앤틀러스, 오이타 트리니타에서 활동하였다.